# Eosentomon pinetorum
Eosentomon pinetorum är en urinsektsart som beskrevs av Andrzej Szeptycki 1984. Eosentomon pinetorum ingår i släktet Eosentomon och familjen trakétrevfotingar. Inga underarter finns listade i Catalogue of Life.